# Балка (Полтавская область)
Балка (укр. Балка; до 2025 года — Червоная Балка) — село,
Гирявоисковецкий сельский совет,
Миргородский район,
Полтавская область,
Украина.
Код КОАТУУ — 5322682409. Население по переписи 2001 года составляло 21 человек.

## Географическое положение
Село Червоная Балка примыкает к селу Зирка и находится на расстоянии в 1 км от села Веселое.